# Gmina Gornja Radgona
Gornja Radgona – gmina w Słowenii. W 2002 roku liczyła 12 416 mieszkańców.

## Miejscowości
Miejscowości wchodzące w skład gminy Gornja Radgona:

- Aženski Vrh
- Črešnjevci
- Gornja Radgona – siedziba gminy
- Gornji Ivanjci
- Hercegovščak
- Ivanjski Vrh
- Ivanjševci ob Ščavnici
- Ivanjševski Vrh
- Kunova
- Lastomerci
- Lokavci
- Lomanoše
- Mele
- Negova
- Norički Vrh
- Očeslavci
- Orehovci
- Orehovski Vrh
- Plitvički Vrh
- Podgrad
- Police
- Ptujska Cesta
- Radvenci
- Rodmošci
- Spodnja Ščavnica
- Spodnji Ivanjci
- Stavešinci
- Stavešinski Vrh
- Zagajski Vrh
- Zbigovci